# Gieorgij Aloszyn
Gieorgij Wasiljewicz Aloszyn (ros. Гео́ргий Васи́льевич Алёшин, ur. 1931, zm. 4 maja 2011 w Nowosybirsku) – radziecki polityk.

## Życiorys
Ukończył Tomski Elektromechaniczny Instytut Inżynierów Transportu Kolejowego, 1954–1956 pracował na kolei, potem był funkcjonariuszem Komsomołu, m.in. II sekretarzem i I sekretarzem Komitetu Rejonowego Komsomołu w Nowosybirsku. Od 1957 w KPZR, 1960–1962 II sekretarz, a 1962–1973 I sekretarz Pierwomajskiego Komitetu Rejonowego KPZR, 1973–1979 II sekretarz, a 1979–1985 I sekretarz Komitetu Miejskiego KPZR w Nowosybirsku. W 1985 inspektor KC KPZR, 1985–1990 II sekretarz KC KPE, 1986–1990 zastępca członka KC KPZR. Deputowany do Rady Najwyższej ZSRR 11 kadencji i do Rady Najwyższej RFSRR. Po rozpadzie ZSRR działał w KPFR w Nowosybirsku. Odznaczony dwoma Orderami Czerwonego Sztandaru Pracy, Orderem „Znak Honoru” i medalami.